# Bradley Cooper
Bradley Charles Cooper (Filadélfia, 5 de janeiro de 1975) é um ator, cineasta, produtor e cantor norte-americano. Começou sua carreira como convidado na série de televisão Sex and the City em 1999. Após ter concluído o Mestrado em Belas Artes em Atuação na Actors Studio no ano seguinte, realizou sua primeira aparição no cinema no filme Wet Hot American Summer (2001); ganhou algum reconhecimento como Will Tippin na telessérie Alias (2001–2006). O artista fez sua estreia no cinema de Hollywood em Wedding Crashers (2005), e continuou a fazer aparições tanto em filmes como em séries televisivas.
Cooper logrou fama em 2009 por ter interpretado Phil Wenneck na comédia The Hangover (e suas sequências), pela qual foi nomeado ao Prêmio MTV Movie de Melhor Atuação Cômica e ao Prêmio Satellite de Melhor Ator em Filme de Comédia ou Musical. Nos dois anos seguintes, o ator recebeu diversas indicações a variados prêmios por suas interpretações em filmes como The A-Team (2010), Limitless e The Hangover Part II (ambos em 2011). Em 2012, recebeu aclamação por parte dos críticos especializados por sua interpretação como Pat Solitano no filme Silver Linings Playbook, pelo qual alcançou sua primeira indicação ao Oscar de Melhor Ator e aos prêmios BAFTA, Globo de Ouro e Screen Actors Guild na mesma categoria e ganhou o National Board of Review. Pelo seu papel como o agente Richard DiMaso, em American Hustle (2013), recebeu sua segunda indicação ao Oscar, BAFTA, Globo de Ouro e Satellite — além dos Prêmios Critics' Choice Movie e Teen Choice, só que desta vez, na categoria de Melhor Ator Coadjuvante; em conjunto com seus colegas, ganhou Melhor Elenco em Cinema na 20.ª edição dos Prêmios Screen Actors Guild.
No ano de 2014, ele estrelou os filmes Guardians of the Galaxy, Serena e American Sniper, nos quais interpretou Rocket Raccoon, George Pemberton e Chris Kyle, respectivamente. Por este último, principalmente, foi congratulado pela crítica cinematográfica e novamente nomeado ao Oscar de Melhor Ator e Melhor Filme, tornado-o o décimo ator na história a receber uma indicação ao prêmio em categoria de atuação por três anos consecutivos. Seus próximos sucessos foram em Aloha, Joy (ambos de 2015), War Dogs (2016), Guardians of the Galaxy Vol. 2 (2017) e Avengers: Infinity War (2018). No teatro, ganhou destaque por sua atuação como Joseph Merrick na peça The Elephant Man, exibida na Broadway. O papel rendeu-lhe indicações a múltiplos prêmios, como Drama Desk, Dorian e Tony. Em 2018, Cooper realizou sua estreia como diretor com o filme A Star Is Born, no qual atuou ao lado de Lady Gaga, e para o qual contribuiu também com o roteiro e trilha sonora. Após o lançamento da película, ele recebeu inúmeros elogios dos críticos e foi nomeado aos BAFTA num recorde cinco de categorias: de Melhor Filme (como produtor), Melhor Diretor, Melhor Ator, Melhor Roteirista e Melhor Compositor; ao Globo de Ouro de Melhor Ator em Filme Dramático e Melhor Diretor, Screen Actors Guild na categoria de atuação, Sindicato dos Diretores da América para Excelência na Direção de um Longa-metragem e Melhor Primeiro Trabalho, Sindicato dos Produtores da América de Melhor Filme e ao Sindicato dos Roteiristas da América de Melhor Roteiro Adaptado, ao passo que venceu o National Board of Review de Melhor Diretor.
Sua vida pessoal é objeto de constante atenção da mídia. Ele foi casado com Jennifer Esposito de 2006 a 2007, e manteve um relacionamento com Irina Shayk (com quem tem uma filha) de 2015 até 2019. O ator apoia várias organizações que ajudam as pessoas a combater o câncer. Como uma figura pública, Cooper é citado como uma das pessoas mais influentes e poderosas na indústria de entretenimento americana, assim como o homem mais atraente do mundo por vários meios de comunicação, os quais consideram-no um símbolo sexual. Em 2011, a revista People nomeou-o o Homem Mais Sensual do Mundo. Entre os anos de 2013 e 2015, foi um dos atores mais bem pagos do mundo, além de ter aparecido na lista Celebrity 100 da Forbes em duas ocasiões e na lista da Time das 100 pessoas mais influentes do mundo em 2015. Até julho de 2018, ele era a décima quinta pessoa de maior bilheteria de todos os tempos na América do Norte, com seus filmes fazendo mais de 11 bilhões de dólares ao redor do mundo.

## Primeiros anos
Bradley Charles Cooper nasceu em 5 de janeiro de 1975, na Filadélfia, e cresceu nas proximidades de Jenkintown, Pensilvânia. Sua mãe, Gloria Cooper (sobrenome de solteira Campano), trabalhou para a filial local da NBC; seu pai, Charles Cooper, trabalhou como corretor para o banco Merrill Lynch. Do lado paterno, é descendente de irlandeses. Por outro lado, a mãe do artista é de ascendência italiana (oriundos de Abruzos e Nápoles); ele tem uma irmã mais velha, Holly, e foi criado na religião católica romana. Logo após seu nascimento, sofreu de colesteatoma em seu ouvido e teve seu tímpano perfurado quando criança.

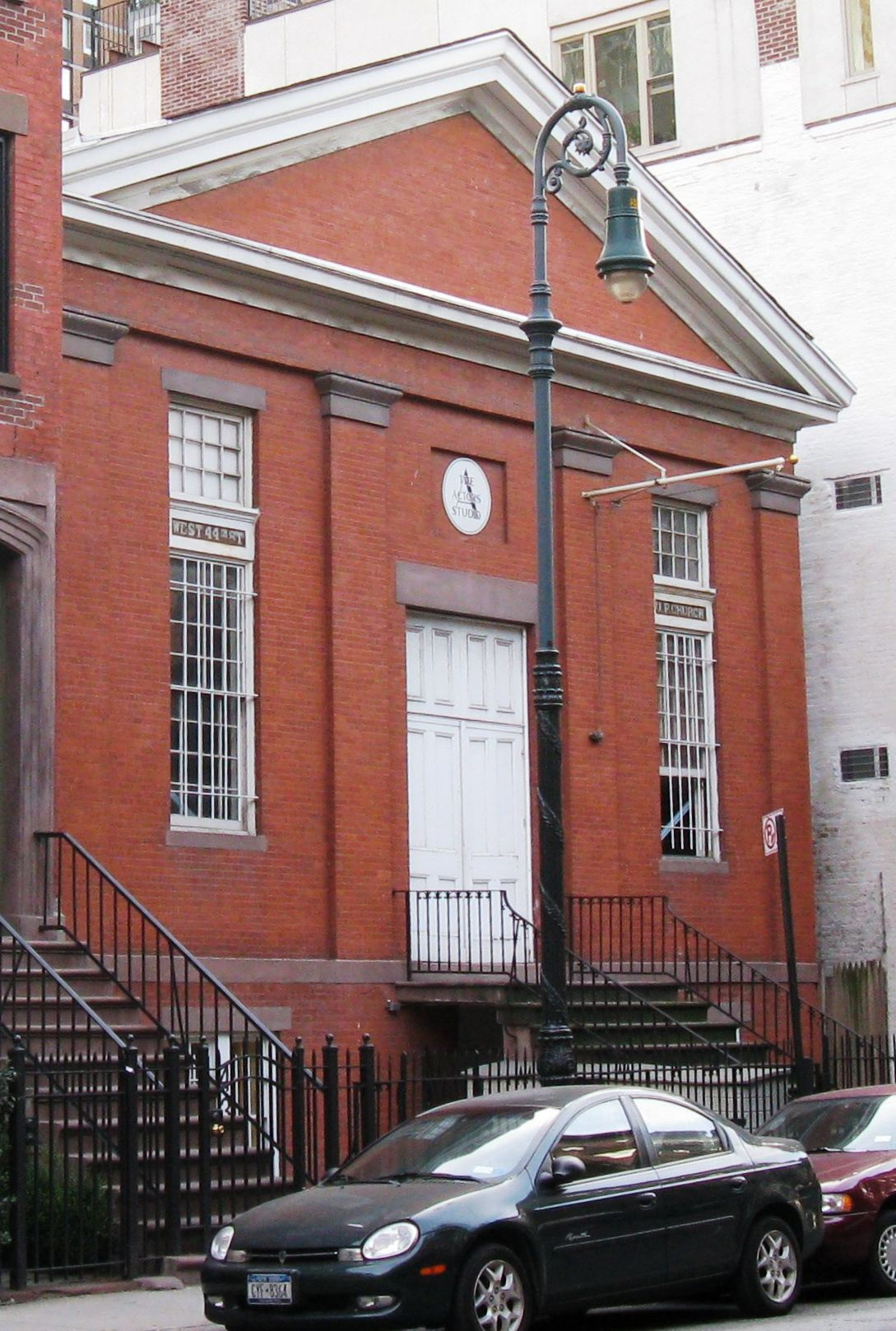
O Actors Studio, onde Cooper estudou atuação.

Relembrando sua infância, Cooper disse que as pessoas dificilmente o achavam bonito; na verdade, elas pensavam que ele era uma garota — opinião com a qual o próprio também concordava, e julgou que isso talvez foi pelo fato de que sua mãe mantinha seu cabelo muito longo. O jovem se destacou no basquete, e, pelo motivo de que gostava de culinária, sempre cozinhava para seus amigos e se orgulhava de seus dotes. Inicialmente, tinha intuito de frequentar uma academia militar e se mudar para o Japão a fim de se tornar um ninja. Em tenra idade, seu pai lho apresentou a filmes como The Elephant Man (1980), os quais inspiraram-no a ser ator. Ao saber de sua intenção, seus genitores mostraram-se receosos com relação à carreira, mas ulteriormente mudaram suas percepções quando viram o filho desempenhar o papel de Joseph Merrick em uma passagem da peça teatral The Elephant Man.
Enquanto frequentava a escola particular Germantown Academy, Cooper trabalhou no jornal Philadelphia Daily News. Ele afirmou que não era nem "o aluno mais inteligente" nem "o garoto mais legal". Depois de se formar na turma de 1993, ingressou na Universidade de Villanova, na qual estudou por apenas um ano antes que fosse transferido para a Universidade de Georgetown, onde tornou-se fluente em francês e por intermédio da qual passou seis meses como estudante de intercâmbio em Aix-en-Provence, na França; formou-se como Bacharel de Artes em Inglês em 1997. O artista foi membro da equipe de remo Georgetown Hoyas e atuou com o grupo de teatro Nomadic Theatre. Em sua estreia na televisão, que aconteceu na série Sex and the City, em 1999, ele fez uma breve aparição ao lado de Sarah Jessica Parker. Em seguida, foi apresentador do seriado sobre viagens Globe Trekker (2000), o qual o levou a países como Peru e Croácia.
Pouco tempo depois, Cooper interessou-se pela carreira diplomática quando fez o teste para a pós-graduação de master class no Actors Studio e foi aprovado por James Lipton. Em 2000, ele recebeu um diploma de Mestrado em Belas Artes em Atuação da Actors Studio Drama School na The New School, em Nova Iorque, onde estudou com a treinadora Elizabeth Kemp, sobre quem comentou: "Eu nunca fui capaz de relaxar na minha vida antes dela". Ela, posteriormente, o aconselhou em muitos filmes em que ele estrelou. Enquanto estudava na cidade, o artista trabalhou como porteiro no Hotel Morgans e interagiu brevemente com Robert de Niro em uma sessão de perguntas e respostas, que mais tarde foi apresentada em um episódio do Inside the Actors Studio.

## Carreira

### 2001–2008: Primeiros trabalhos
A carreira cinematográfica de Cooper começou com filme Wet Hot American Summer (2001), cujo enredo é ambientado em um fictício acampamento de verão no ano de 1981. Nele, o ator interpreta Ben, um advogado que se apaixona pelo jovem McKinleyo. Embora o filme tenha sido crítica e comercialmente sem sucesso, desenvolveu um status de cult ao longo dos anos. Ele reprisou o papel na pré-sequência do filme intitulada Wet Hot American Summer: First Day of Camp (2015), uma série da Netflix composta por oito episódios.
Na série de televisão Alias (2001–06), Cooper alcançou algum sucesso no papel de Will Tippin, repórter de um jornal local e o melhor amigo de Sydney Bristow, interpretada por Jennifer Garner. Esta foi uma das primeiras pessoas que o ator conheceu em Los Angeles e era, nas palavras dele, "muito maternal [...] Ela queria cuidar de mim, ter certeza de que eu estava bem o tempo todo". Cooper atuou no suspense Changing Lanes (2002). As cenas em que ele apareceu foram removidas durante o processo de montagem do filme, mas é possível vê-las em DVDs e Blu-rays do filme. Ainda em 2002, o ator interpretou um homem envolvido em um triângulo amoroso no drama romântico Bending All the Rules. Participou da série Miss Match e fez o papel do cowboy e treinador de cavalos de corrida Morgan Murphy no telefilme The Last Cowboy, que foi ao ar no canal Hallmark em janeiro de 2003. Posteriormente, Cooper contracenou ao lado Jason Priestley no filme I Want to Marry Ryan Banks (2004) e como convidado regular na série Jack & Bobby (2004–05).

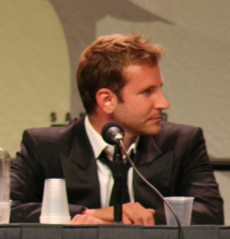
O ator em um evento promocional para The Midnight Meat Train em 2007.

As perspectivas de sua carreira melhoraram após ele ter sido contratado para seu papel, até então, mais proeminente na comédia Wedding Crashers (2005), na qual estrelou lado de Owen Wilson, Vince Vaughn e Rachel McAdams. No filme, Cooper interpretou Sack Lodge, o namorado arrogante e agressivo de Claire (McAdams), o qual é obcecado pela vitória — um papel que o ator descreveu como "um tipo de sociopata". Cooper acreditou que a personagem antagônica mudou a percepção que as pessoas tinham com relação a ele, haja vista que ele só havia interpretado o "cara legal". Com um orçamento de quarenta milhões de dólares, a película arrecadou mais de 285 milhões em todo o mundo. Em setembro do mesmo, a Fox o contratou para o papel principal na sitcom Kitchen Confidential, baseada em um livro de memórias do chef Anthony Bourdain. Apesar das avaliações positivas por ela recebida, a série foi cancelada após apenas quatro episódios devido à baixa audiência.
Em março de 2006, Cooper estrelou, com Julia Roberts e Paul Rudd, como Pip/Theo na peça teatral Three Days of Rain, exibida na Broadway. Em seguida, teve papéis menores nas comédias Failure to Launch (2006) e The Comebacks (2007). Ele apareceu na quinta temporada de Nip/Tuck (2007) como Aidan Stone, uma celebridade de televisão do fictício programa Hearts 'N Scalpels. Em 2008, o ator interpretou Luke Peterson no filme Older than America, e apareceu, ao lado de Kristen Johnston, na peça de teatro The Understudy, apresentada no Williamstown Theatre Festival. Participou também dos filmes Yes Man, ao lado de Jim Carrey, e The Rocker. Ainda no mesmo ano, Cooper conseguiu o papel principal em The Midnight Meat Train, baseado no conto de 1984 de mesmo nome. Representar uma personagem sombria que tenta rastrear um assassino em série foi um afastamento dos papéis cômicos interpretados anteriormente pelo ator e uma experiência que ele achou prazerosa. O filme recebeu avaliações positivas por parte dos críticos cinematográficos, apesar de ter tido baixo desempenho nas bilheterias.

### 2009–2012: Chegada ao estrelato e sucesso

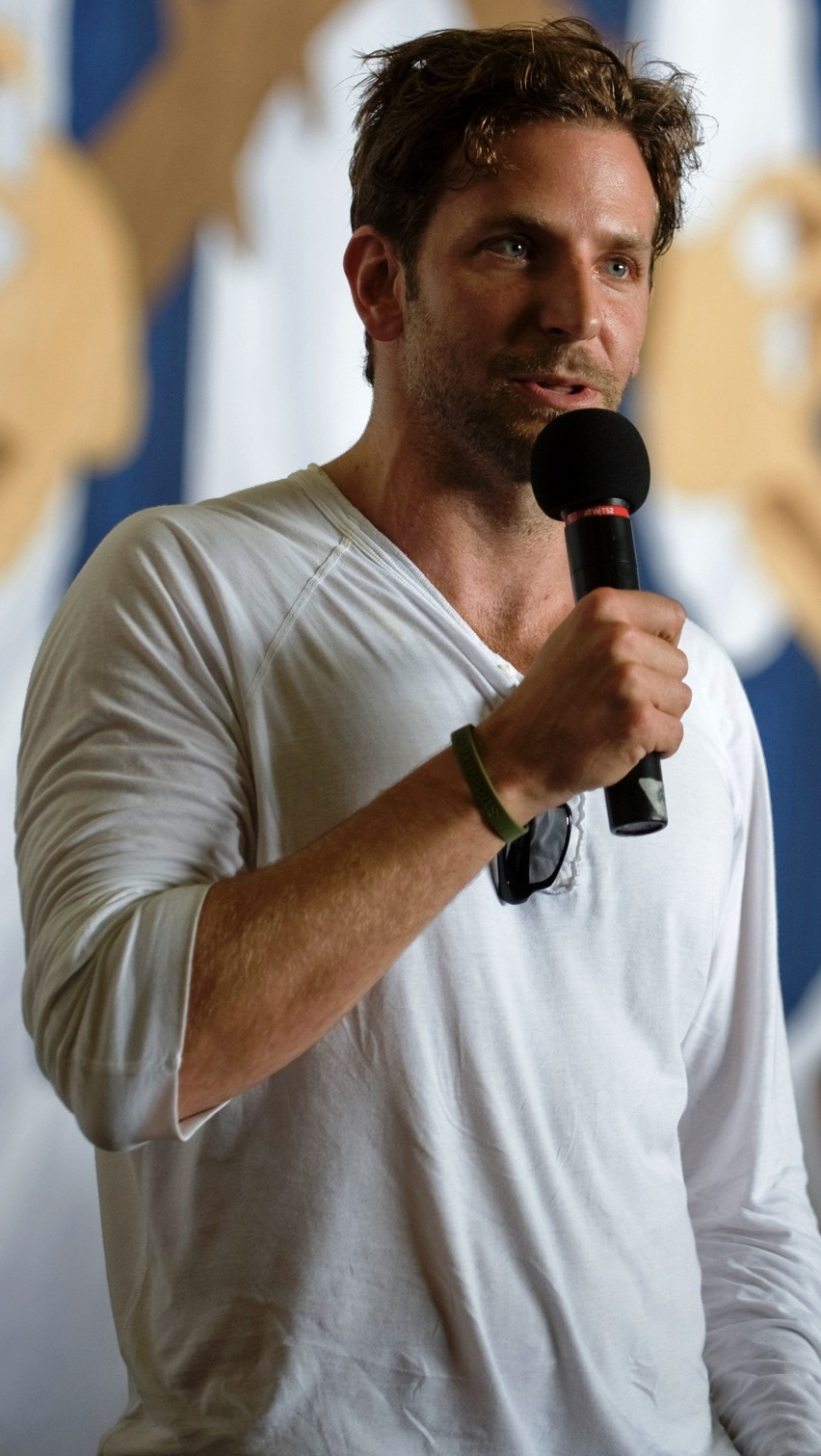
Cooper, durante sua turnê pela United Service Organizations (USO) em 2009, dialoga com soldados dirigentes do porta-aviões USS Ronald Reagan (CVN-76).

No dia 7 de fevereiro de 2009, Cooper foi o apresentador do programa Saturday Night Live, no qual personificou o ator Christian Bale em um falso comercial de um DVD em que mostra celebridades gritando com colegas de equipe a seguinte frase: "No, Bruce! Let Me Finish! The Best of Celebrity Tirades" (uma referência a Bruce Wayne, personagem fictícia interpretada por Bale). Em seguida, o artista teve um papel coadjuvante no filme He's Just Not That into You.
Seu papel revelação veio com o filme The Hangover (2009), no qual, ao lado de Ed Helms e Zach Galifianakis, interpretou Phil Wenneck, um dos três amigos que viajam para Las Vegas para uma despedida de solteiro e, depois de aprontarem na noite anterior, acordam sem memória dos eventos acontecidos e precisam encontrar Doug — o noivo — antes de seu casamento. A película foi um sucesso comercial e crítico e estreou no topo das bilheterias americanas com 44 milhões de dólares em três dias; ao final de sua exibição, arrecadou um total de 467 milhões ao redor do mundo. O crítico A. O. Scott, do The New York Times, escreveu: "O Sr. Cooper ... oferece a variação mais interessante de um padrão antigo, interpretando o agressivo e arrogante garoto de fraternidade com um grunhido de raiva que mascara uma ansiedade tão difícil de explicar". Por sua atuação, ele recebeu um prêmio na 13.ª edição do Festival de Cinema de Hollywood e sua primeira indicação aos Prêmios MTV Movie, na categoria de Melhor Atuação Cômica, e aos Prêmios Teen Choice, nas categorias de Melhor Ator em Filme do Verão e Melhor Momento Rockstar (compartilhado com os supracitados atores). O jornal The Daily Telegraph observou que o sucesso do filme tornou Cooper em "um verdadeiro ator para papéis principais". No entanto, em uma entrevista realizada para revista Shave em 2011, o artista afirmou: "[Continua] a mesma [situação]. Digo, mais portas foram abertas com certeza, mas não é algo do tipo como eu sentar-me na manhã de segunda-feira e analisar os roteiros que me foram oferecidos".
Ainda em 2009, ele apareceu no filme de terror Case 39, uma produção filmada em 2006 mas lançada apenas três anos depois. Em seguida, Cooper se juntou a Sandra Bullock na comédia All About Steve, a qual foi mal recebida pela crítica e não conseguiu atrair um público amplo; pelo filme, ambos ganharam o prêmio de Pior Dupla no Framboesa de Ouro. Após uma participação em um dos onze segmentos da antologia de New York, I Love You (2009), o ator apareceu na comédia romântica Valentine's Day (2010), dirigida por Garry Marshall, na qual co-estrelou novamente com Julia Roberts. O filme foi um sucesso comercial, arrecadando mais de 215 milhões de dólares em todo o mundo. O artista então estrelou a comédia Brother's Justice e, posteriormente, como a personagem Templeton "Faceman" Peck em The A-Team, ao lado de Liam Neeson, Quinton Jackson e Sharlto Copley. Com o propósito de se preparar para o papel, ele se absteve de consumir açúcar, sal e farinha e passou por exaustivos treinamentos. O filme foi recebido com críticas negativas e média bilheteria, angariando 177,2 milhões de dólares contra o orçamento de 110 milhões. Para o The Daily Telegraph, Tim Robey publicou: "Cooper confirma suas habilidades como talvez o mais arrogantemente narcisista", enquanto a Empire elogiou ambos Cooper e Copley pela "perseverança e insanidade, respectivamente, que melhor eles capturam e ainda re-falsificam suas personagens icônicas". O ator foi apresentador convidado do WWE Raw em junho de 2010.
Em 2011, Cooper protagonizou o suspense Limitless, em que interpretou um escritor que lhe é apresentada uma droga nootrópica a qual lhe dá a capacidade de utilizar plenamente seu cérebro e melhorar demasiadamente seu estilo de vida. O Box Office Mojo estava sem expectativa com relação à bilheteria do filme, contudo, este se emergiu como um sucesso comercial e faturou 161 milhões mundialmente. Um jornalista da Variety disse que o desempenho de Cooper é o que lho "dá mais passos em direção ao estrelato principal". Outro sucesso comercial em sua carreira surgiu com a sequência The Hangover Part II (2011), que ganhou mais de 580 milhões de dólares em todo o mundo. As avaliações dadas ao filme foram geralmente negativas, embora um crítico da Time o elogiasse: "Cooper dá uma interpretação: ele é tanto o pavão quanto a paródia de um. Ele é abençoado com boa aparência e sincronização fantástica, do tipo que torna cada diálogo mais divertido, mesmo os pequenos apartes". Na 38.ª edição dos Prêmios People's Choice, ele foi indicado a categoria de Ator Favorito em Filme de Comédia.

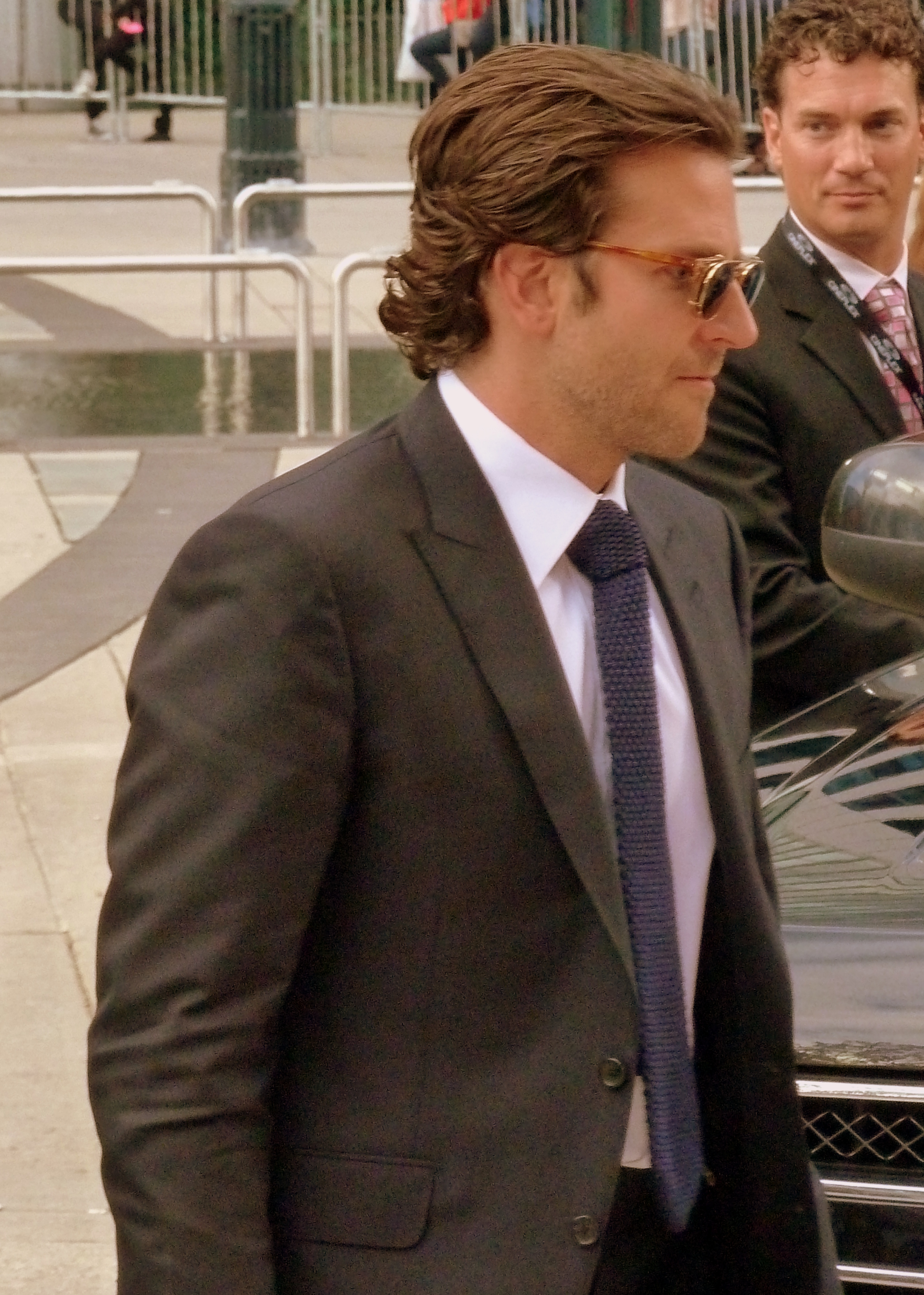
O artista no lançamento do filme Silver Linings Playbook no Festival de Toronto de 2012.

Cooper apareceu em quatro filmes lançados em 2012: The Words, Hit and Run, The Place Beyond the Pines e Silver Linings Playbook. Embora os dois primeiros apresentaram um médio desempenho na bilheteria e conseguiram ultrapassar o orçamento, a crítica cinematográfica deu-lhes baixas avaliações. No drama policial The Place Beyond the Pines, o ator interpretou um policial novato — um papel que o próprio diretor, Derek Cianfrance, escreveu-lhe especificamente. Este dirigiu por cinco horas a Montreal para se encontrar com a ator a fim convencê-lo a assumir o papel. O cineasta descreveu a personagem de Cooper como alguém que "portar-se como um herói ... Mas dentro dele a corrupção está acontecendo, o conflito está intenso por dentro, culpa e vergonha estão encobertas". Ao The Independent, um escritor elogiou-o pela "excelência como um arquétipo: o homem de princípios que pessoalmente é bastante desonesto", acrescentando: "Eu nunca imaginei [que] este ator [fosse] capaz de tal trabalho, de incorporar uma personagem com múltiplas camadas". Apesar das críticas positivas, o filme teve um moderado retorno comercial.
Em seu próximo trabalho, o drama romântico Silver Linings Playbook, dirigido por David O. Russell, Cooper estrelou com Robert De Niro e Jennifer Lawrence. Ele foi escalado como Patrizio "Pat" Solitano, um ex-professor divorciado que sofre de transtorno bipolar e desenvolve uma amizade inusitada com a viúva e ninfomaníaca Tiffany Maxwel (Lawrence). Inicialmente, ele estava cético em interpretar um papel que achava estar fora de sua profundidade; contudo, inspirado pela confiança que Russell nele depositou, aceitou fazer parte do filme. O diretor ficou impressionado com sua atuação em Wedding Crashers, e citou sua "boa energia de vilão" e imprevisibilidade como justificativa para integrar o elenco; ele também achava que o ator seria capaz de demonstrar emoção e vulnerabilidade em frente às câmeras. Para se preparar, Cooper praticou dança com a coreógrafa Mandy Moore, que o descreveu como "[alguém que] tem habilidade natural para dançar", e também usou suas experiências de infância para compor a personagem, como aumentar um pouco o sotaque da Filadélfia e vesti-la da maneira que Lenny Roberts, um rapaz de sua escola, e seu avô se vestiam. O filme foi um sucesso de bilheteria e crítico e angariou 236,4 milhões de dólares contra um orçamento de 21 milhões. Escrevendo para a Rolling Stone, Peter Travers disse que o ator "aproveita o papel mais espesso de sua carreira e enfrenta todos os desafios cômicos e dramáticos. Há uma dor que ressoa em sua atuação engraçada, tocante e vital". Por sua atuação, ele ganhou um Prêmio Critics Choice Movie de Melhor Ator em Comédia, um Prêmio MTV Movie de Melhor Interpretação, um Prêmio Satellite de Melhor Ator em Cinema e um National Board of Review de Melhor Ator; além disso, recebeu sua primeira indicação aos Prêmios Oscar, BAFTA, Globo de Ouro e Screen Actors Guild na categoria de Melhor Ator.

### 2013–2017: Grandes bilheterias

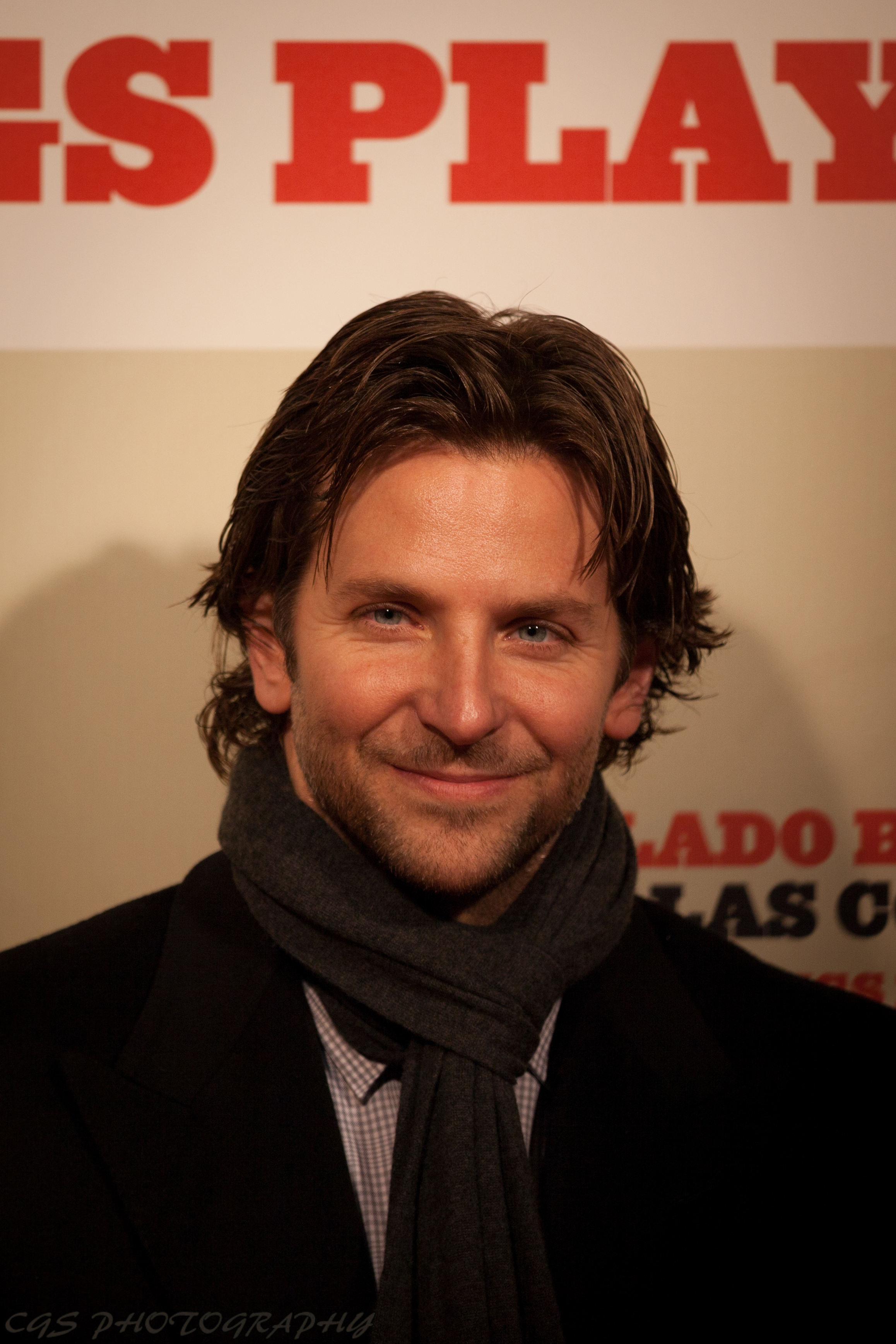
O ator em um evento realizado em Madrid, Espanha em 2013.

Em 2013, Cooper reprisou seu papel como Phil Wenneck na terceira e última parte da trilogia The Hangover, intitulada The Hangover Part III, a qual foi mal recebida pelos críticos. Francisco Russo, do AdoroCinema, ressaltou que "nesta nova proposta, os personagens de Bradley Cooper e Ed Helms foram reduzidos a coadjuvantes de Alan e Chow, sem que algo realmente relevante aconteça a eles". No entanto, assim como suas parcelas anteriores, o filme foi um sucesso comercial, colhendo 362 milhões de dólares em todo o mundo — e continua sendo um dos trabalhos de maior bilheteria de Cooper. Ainda naquele ano, ele assumiu o papel coadjuvante de Richard "Richie" DiMaso, um agente do Gabinete Federal de Investigação (FBI, sigla em inglês), na comédia dramática American Hustle, também de David O. Russell. Vagamente baseada na operação Abscam Sting, realizada pelo FBI, a película tem como contexto a corrupção política na Nova Jérsia dos anos 1970. Também estrela Christian Bale, Amy Adams, Jeremy Renner e Jennifer Lawrence. American Hustle foi um sucesso crítico e comercial, com uma receita global de 251,1 milhões de dólares. Em sua revisão à Empire, Kim Newman registrou: "Cooper está preso ao papel menos recompensador, mas continua encontrando pequenos e brilhantes meios para prender a atenção", e elogiou suas "personificações precisas de um chefe excessivamente cauteloso (mas inteligente)". O ator foi novamente indicado aos Prêmios Oscar, BAFTA, Critics' Choice Movie, Globo de Ouro, Satellite e aos Teen Choice, desta vez, na categoria de Melhor Ator Coadjuvante; em conjunto com seus colegas, ganhou os Prêmios Screen Actors Guild de 2014 na categoria de Melhor Elenco em Cinema.
Seu próximo trabalho foi no drama Serena, em que contracenou com Lawrence, os quais interpretaram um casal que se envolve em atividades criminosas depois de descobrir que não podem ter filhos. A película fora filmada em 2012, mas seu lançamento aconteceu em 2014, e recebeu críticas negativas e baixo retorno na bilheteria. Jake Wilson, do jornal The Canberra Times, escreveu: "Cooper, mais uma vez, prova seu valor como um protagonista que encarna seus papéis como um ator de teatro". Também em 2014, dublou Rocket Raccoon no filme Guardians of the Galaxy, o qual recolheu 773 milhões de dólares em todo o mundo. Ele retornou à Broadway para atuar como o deformado Joseph Merrick em The Elephant Man. Para o site Whatsonstage.com, Michael Coveney comentou: "Cooper evita todas as previsibilidades da "deficiência", expondo seu desempenho com alma e paixão. É uma apresentação maravilhosa e muito comovente". Por conseguinte, recebeu uma indicação ao Prêmio Tony de Melhor Ator em Peça de Teatro.

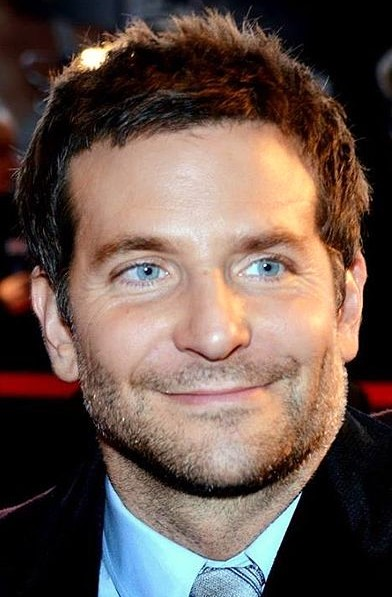
Cooper na première francesa de American Hustle em 2014.

Ainda naquele ano, Cooper co-produziu e estrelou como Chris Kyle, um atirador de elite da unidade Navy SEALs, pertencente à Marinha dos Estados Unidos, em American Sniper — um drama biográfico e de guerra dirigido por Clint Eastwood. O filme, vagamente baseado no livro homônimo, conta a história de Kyle, que se tornou o atirador mais mortal da história militar do supracitado país. Para se parecer tão corpulento tal como o militar, o ator passou por um treinamento extensivo e seguiu uma dieta rigorosa, através da qual ganhou dezoito quilogramas de músculo. Sua preparação também incluiu aulas com um treinador vocal e estudo de gravações em que aparece Kyle. Para aprender a usar um fuzil, o artista treinou com o veterano Kevin Lacz, também da Navy SEALs, que serviu com Kyle. A produção bem como a atuação do protagonista receberam avaliações positivas. O crítico Justin Chang, à Variety, anotou: "[com] um excelente desempenho de Bradley Cooper, este estudo de caráter perturbador e intimista oferece uma visão bastante nítida sobre o sacrifício físico e psicológico exigido nas linhas de frente". Observações semelhantes foram expressas por Claudia Puig, do USA Today, que afirmou: "É claramente o espetáculo de Cooper. Substancialmente se expressando um credível sotaque texano, Cooper incorpora a confiança, intensidade e vulnerabilidade de Kyle". American Sniper faturou 547 milhões de dólares na bilheteria global e tornou-se o filme em ato real de maior arrecadação do ator e o terceiro para maiores de dezoito anos de maior bilheteria de toda a história. Cooper ganhou outro Prêmio MTV Movie de Melhor Interpretação e um Prêmio Critics Choice de Melhor Ator em Filme de Ação, e foi indicado ao Prêmio Empire de Melhor Ator, ao Producers Guild of America de Melhor Filme e ao Oscar em duas categorias: a de Melhor Ator e a de Melhor Filme, cujo(s) nomeado(s) é(são) seu(s) produtor(es). Com a indicação na categoria de atuação, ele converteu-se no décimo ator na história da Academia a receber nomeações por interpretação em três anos consecutivos. Em uma pesquisa realizada por Reuters/Ipsos com a população americana, vinte e oito por cento dos entrevistados tinham escolhido o artista o favorito para ganhar a estatueta de Melhor Ator.
Em 2015, Cooper protagonizou três filmes: Aloha, Burnt e Joy. No primeiro, atuou com Emma Stone e, novamente, com Rachel McAdams. O projeto se tornou controverso depois que a Rede de Ação de Mídia para os asiático-americanos criticou o cineasta pela "falta de diversidade" e pelo elenco predominantemente branco. Apesar disso, os protagonistas foram elogiados. Ao Omelete, Aline Diniz publicou: "O grande elenco do longa funciona bem junto e Cooper cumpre sua função ao parecer insatisfeito"; posteriormente, ele foi indicado ao Prêmio Teen Choice de Melhor Ator em Filme de Comédia. No drama Burnt, de John Wells, o artista interpretou um chef que decide reconquistar sua antiga honra depois que o abuso de drogas afetou a sua carreira. Embora o filme tenha sido criticado por seus "exagerados clichês", Jon Frosch, do The Hollywood Reporter, escreveu sobre o desempenho do ator: "ele oferece uma interpretação totalmente engajada que quase nos faz querer perdoar a preguiça do filme. Quase". Em Joy, Cooper reuniu-se novamente com David O. Russell, Jennifer Lawrence e Robert De Niro. Em 2016, ele teve uma participação especial no suspense 10 Cloverfield Lane, no qual dublou Ben, e desempenhou um papel coadjuvante em War Dogs. No ano seguinte, reprisou sua personagem Rocket Raccoon em Guardians of the Galaxy Vol. 2.

### 2018–presente:A Star Is Borne projetos futuros
Depois de ter reprisado seu papel de Rocket em Avengers: Infinity War (2018), Cooper dirigiu seu primeiro filme, A Star Is Born, uma refilmagem do drama musical de 1937 de mesmo nome, na qual também estrelou com Lady Gaga. Ele interpretou o cantor Jackson Maine, cujo romance com uma mulher chamada Ally (interpretada por Gaga) fica tenso depois que sua carreira começa a ofuscar a dele. Seu desejo em dirigir um filme já vinha de muito tempo, e o ator estava empenhado em fazer uma história de amor; todavia, inúmeras pessoas opuseram-se à realização de uma terceira refilmagem, e ele temia que, caso o filme não fosse bem-sucedido, este terminaria com sua carreira de cineasta. A Star is Born estreou no 75.º Festival Internacional de Cinema de Veneza em agosto de 2018, e foi lançado mundialmente em outubro, recebendo aclamação por parte da crítica cinematográfica. No que concerne à direção de Cooper, o crítico Owen Gleibermann, da Variety, escreveu que "dizer que ele faz um bom trabalho seria subestimar sua realização", e concluiu que o cineasta "entra direto no [grupo] de alto [nível]". Em sua resenha ao site do saudoso crítico Roger Ebert, Brian Tallerico notou que Cooper "faz alguns dos melhores trabalhos de sua carreira como o tipo de homem que está sempre inquieto" e dá "um excelente desempenho", e elogiou suas habilidades de canto e sua química com Gaga.

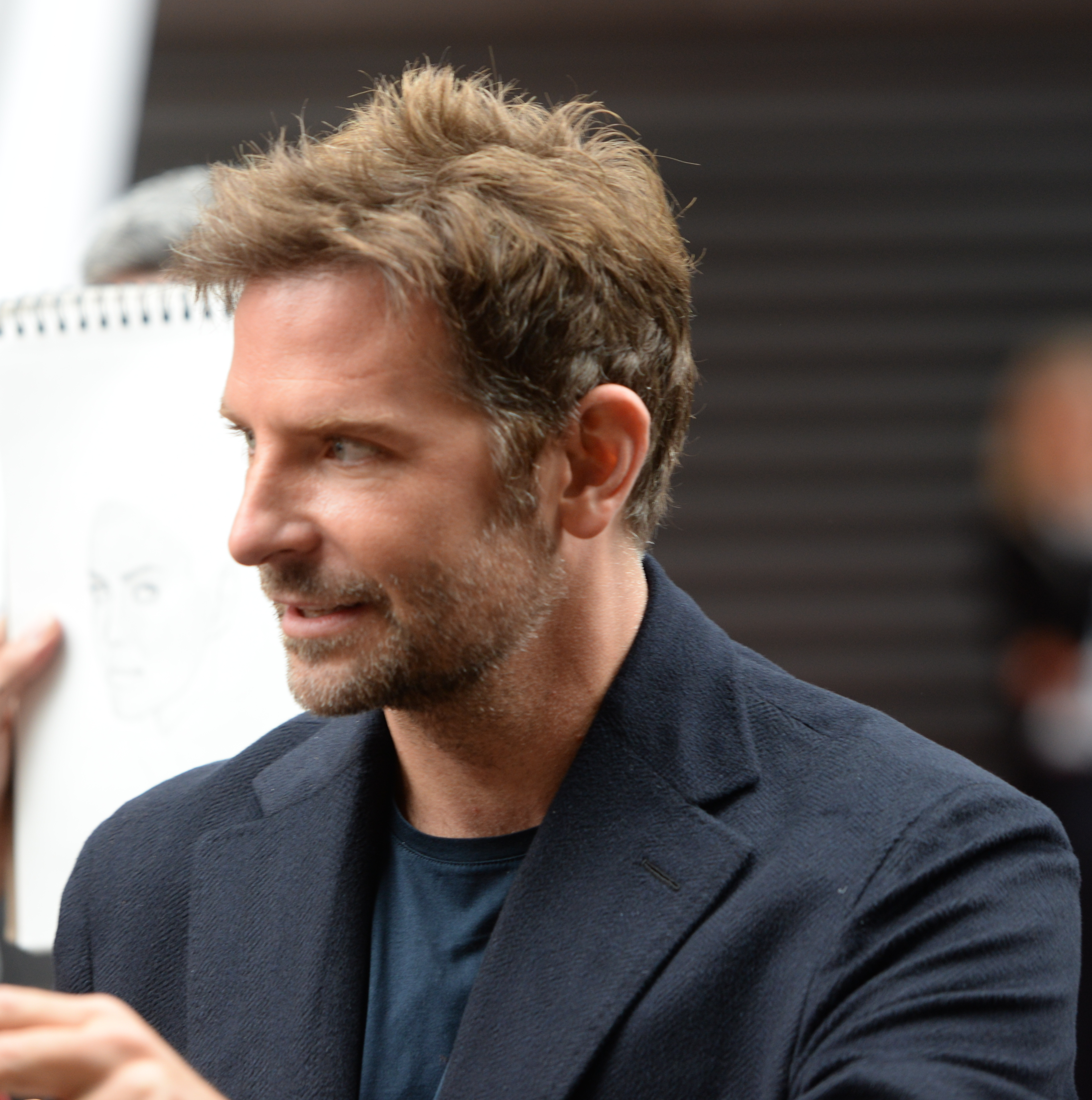
Cooper na estreia de A Star Is Born no Festival de Toronto.

Cooper e Gaga também co-escreveram e produziram a maioria das músicas da trilha sonora do filme, as quais a cantora insistiu que fossem gravadas ao vivo. Com intuito preparar-se ao papel, o ator realizou treinamento vocal por dezoito meses. O lançamento do álbum coincidiu com o do filme, e contém 34 faixas, incluindo dezenove músicas originais; após sua liberação, recebeu críticas geralmente positivas dos críticos. Em uma avaliação para o jornal The Washington Post, Mark Kennedy deu nota máxima para o álbum e escreveu: "A trilha sonora de A Star Is Born é uma maravilha de cinco estrelas e capaz de ser indicada para Álbum do Ano do Grammy Awards. [...] Sabíamos que Lady Gaga era capaz de grandes coisas, mas a musicalidade de Cooper é uma maravilha. Costumamos zombar atores que desejam ser astros do rock, mas Cooper mostra uma habilidade real na frente do microfone. [...] Há uma boa chance de ganhar um Grammy por dizer apenas quatro palavras. Não há como esse álbum não entrar em disputa". Bean Beaumont-Thomas, numa avaliação de oitenta pontos em cem, para o jornal The Guardian, afirmou: "Cooper mostra que pode cantar tanto quanto pode atuar e dirigir, mas as proezas pop de Gaga elevam cada canção do álbum. [...] 'I Don't Know What Love Is' é um belo dueto, no qual Cooper dá um espaço modesto para os vibratos de Gaga, seguido de 'Is That Alright?', cuja seriedade é novamente vendida por Gaga. Cooper esboça seu rockstar em linhas admiráveis: embriagado, criteriosamente blues e com muita auto-aversão que surge ao longo do álbum". Comercialmente, a trilha sonora alcançou o número um nos Estados Unidos, Irlanda e Reino Unido, ao passo que o single principal do álbum, "Shallow", foi lançado em setembro e alcançou o número um no Reino Unido, Austrália, Irlanda, Suíça e nos Estados Unidos.
Consequentemente, o ator foi nomeado ao BAFTA num recorde de cinco categorias, tornando-se na primeira pessoa a receber esse número de indicações em uma única cerimônia na história da premiação, as quais são: Melhor Filme (como produtor), Melhor Diretor, Melhor Ator, Melhor Roteirista e Melhor Compositor, esta qual venceu; ao Grammy, Cooper e Gaga receberam indicações para Gravação do Ano e Melhor Pop Duo/Group Performance, vencendo a última. Também foi nomeado ao Globo de Ouro para Melhor Diretor e Melhor Ator em Filme de Drama, Oscar de Melhor Filme, Melhor Ator e Melhor Roteiro Adaptado, Screen Actors Guild de Melhor Ator e Melhor Elenco, Sindicato dos Diretores da América para Excelência na Direção de um Longa-metragem e Melhor Primeiro Trabalho, Sindicato dos Produtores da América de Melhor Filme e ao Sindicato dos Roteiristas da América de Melhor Roteiro Adaptado, entre outros, ao passo que venceu a categoria Diretor do Ano no Festival Internacional de Cinema de Palm Springs e no National Board of Review, além a de Melhor Ator da Washington D.C. Area Film Critics Association. Em entrevista para Oprah Winfrey, Cooper afirmou que estava "envergonhado" ao saber que não tinha sido indicado ao Oscar 2019 na categoria de Melhor Diretor. A esnobada da Academia fez com que ele sentisse que "não tinha feito o seu trabalho direito". Diversos sites especializados concordaram com a desconsideração e inseriram-no em suas publicações dos ignorados a premiação.
Cooper reuniu-se a Clint Eastwood em The Mule (2018), um filme baseado na vida de Leo Sharp, um veterano da Segunda Guerra Mundial. Ele retornou como Rocket em Avengers: Endgame, lançado em 2019, e apareceu em Guardiões da Galáxia Vol. 3, lançado em abril de 2023.

## Vida pessoal
Os primeiros anos de Cooper na indústria do entretenimento foram marcados por dificuldades. Na ocasião em que seu papel na segunda temporada da série Alias foi rebaixado, ele considerou desistir da carreira. Sua dependência química e incertezas sobre a profissão desencadearam em si pensamentos de suicídio. O ator se absteve de bebidas alcoólicas no ano de 2004, momento em que constatou que isso destruiria sua vida.
Eu estava em uma festa e deliberadamente bati minha cabeça no chão de concreto — como: "Ei, veja como eu sou durão!" E eu levantei, e o sangue escorria. E então eu fi-lo de novo. Passei a noite em um hospital com uma meia de gelo [sob o local ferido] , esperando que eles me costurassem. Eu estava tão preocupado com o que as pessoas pensavam de mim, como eu estava passando, como eu sobreviveria o dia. Eu sempre me senti como um estranho. Apenas vivi na minha cabeça. Percebi que não viveria além do meu limite, e isso me assustou muito. Pensei: "Uau, eu vou realmente estragar a minha vida; Eu vou realmente estragar tudo".

— Cooper em entrevista à The Hollywood Reporter em setembro de 2012.
Pelo fato de ter crescido na Filadélfia, Cooper é fã dos Eagles, da National Football League, e fez várias aparições representando a equipe, como, por exemplo, no filme Silver Linings Playbook. Ele dublou uma bola de neve que tenta fazer as pazes com o Papai Noel em um comercial exclusivo para o time, o qual foi exibido na rede televisiva ESPN. Também se juntou ao proprietário da equipe, Jeffrey Lurie, em seu camarote particular durante as partidas dela, incluindo na 52.ª edição do Super Bowl em 2018, na qual os Eagles se consagraram campeões. O ator fala francês fluente.
Em 2010, surgiram rumores a respeito de sua sexualidade, os quais afirmavam que o artista era homossexual e que estava em um relacionamento com o também ator Victor Garber. Cooper afirmou que gostou de ler os boatos e que "foi fantástico as pessoas acharem que eu era gay". Posteriormente, declarou: "Se tu és um homem solteiro e acontece de seres considerado atraente, és rotulado como quem está em jogo. Mas eu não me vejo como um homem de mulheres".
Cooper e sua família compartilham um vínculo estreito. Dois anos após a morte de seu pai, Charles, de câncer de pulmão em 2011, ele se mudou para Los Angeles com sua mãe, Gloria. No que diz respeito ao momento em que a doença foi diagnosticada, declarou: "Eu estava em uma posição de muita sorte, uma vez que eu era capaz de colocar tudo em espera em todos os aspectos da minha vida e concentrar-me completamente em cuidar dele". O artista descreveu o processo de tratamento como "simplesmente intensivo, incrivelmente estressante, complexo e absorvedor de tudo, [como nossa energia]".

### Relacionamentos
Em outubro de 2006, ele ficou noivo da atriz Jennifer Esposito. O casal se casou em dezembro daquele ano; porém, em maio de 2007, ela pediu o divórcio, que foi finalizado em novembro. "Foi apenas algo que aconteceu. O bom é que nós dois percebemos isso. Às vezes você simplesmente percebe isso", explicou o ator. Antes que ele se casasse, já tinha conhecido Renée Zellweger durante a filmagem Case 39 em 2006. A mídia especulou sobre a natureza de seu relacionamento em 2009, ano em que o filme foi lançado. Embora eles se recusassem a falar sobre o romance, fizeram várias aparições juntos, e, em 2011, meios de comunicação relataram o fim do relacionamento. Em dezembro do mesmo ano, Cooper relacionou-se com Zoë Saldana; o casal rompeu em janeiro de 2013. Dois meses depois, ele começou a namorar a modelo inglesa Suki Waterhouse; o relacionamento terminou em março de 2015. O motivo do termino, de acordo com uma publicação da E!, foi devido à diferença de idade — ela é dezessete anos mais nova do que ele — e porque Waterhouse estava se focando em sua carreira. No mês subsequente, iniciou um relacionamento com a modelo russa Irina Shayk. Em novembro, ele se mudou ao apartamento dela, localizado em West Village, em Nova Iorque. O casal teve uma filha, Lea, em março de 2017. Em junho de 2019, eles se separaram.

### Filantropia

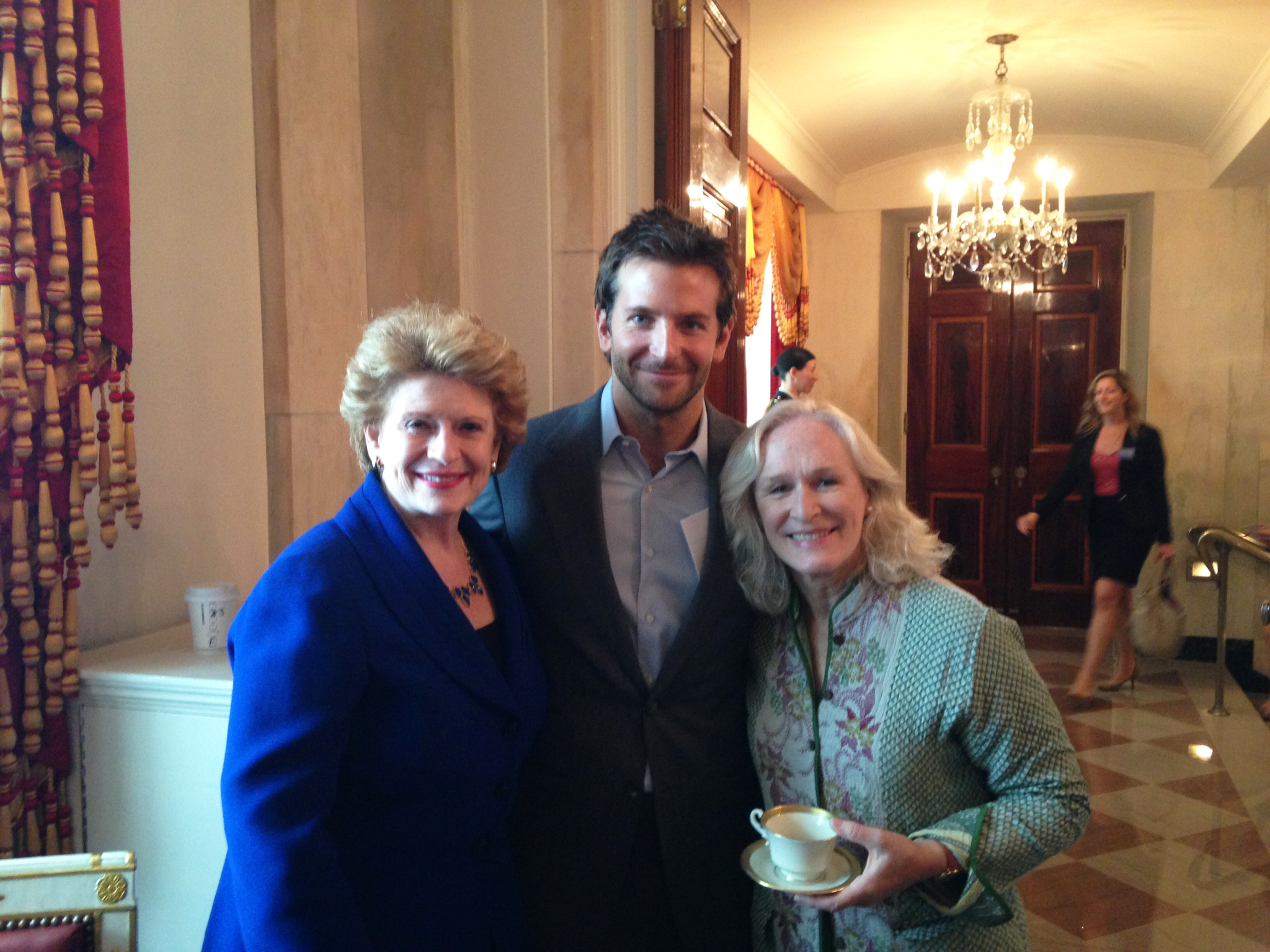
O ator ao lado da atriz Glenn Close (à destra) e da senadora Debbie Stabenow (à esquerda) na Conferência Nacional de Saúde Mental realizada na Casa Branca em 3 de junho de 2013.

Desde a morte do pai, o ator tem apoiado organizações que ajudam a combater o câncer de pulmão. Em junho de 2014, se juntou ao conselho de diretores da instituição de caridade Hole in the WallGang Camp, uma organização sem fins lucrativos cujo objetivo é atender as pessoas que lidam com a enfermidade. Em abril de 2016, ele participou da inauguração do Instituto Parker de Imunoterapia para o Câncer — que também auxilia pacientes com a doença. Ainda, em setembro, foi produtor executivo da 5.ª transmissão televisiva bienal do Stand Up to Cancer, um programa especial de televisão cuja finalidade é a angariação de fundos em horário nobre.
Em 2009, Cooper participou de uma campanha realizada pela Associação de Alzheimer que visava aumentar a conscientização sobre a doença. Ele também é um dos membros da Associação de Alzheimer Celebrity Champions, uma iniciativa lançada com um propósito semelhante. No ano de 2015, o ator discursou na National Geographic Society para o grupo Got Your 6 com a intenção de garantir que veteranos militares sejam melhor representados na cultura popular. Apoiou candidatos do Partido Democrata e participou da Convenção Nacional Democrata de 2016, na qual Hillary Clinton recebeu a indicação para concorrer ao cargo de presidente. O artista considera que Barack Obama foi "um presidente incrível". Também se juntou à Screen Actors Guild Foundation, uma organização que fornece assistência e programação educacional aos profissionais do Screen Actors Guild, além da United Service Organizations.

## Na mídia

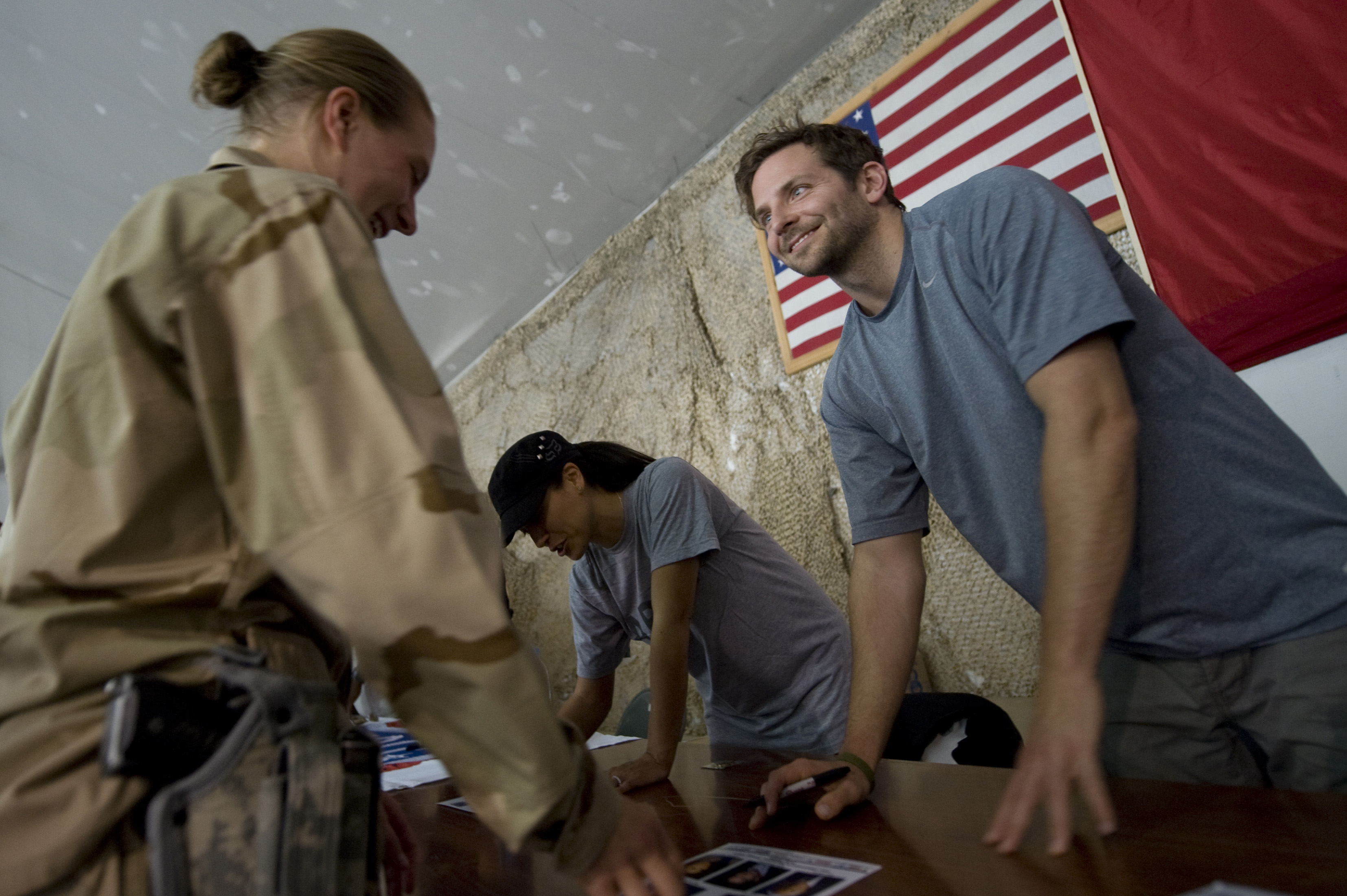
Cooper (à direita) assina autógrafos para militares da Base Aérea de Bagram, Afeganistão, em 14 de julho de 2009.

Diferente da personalidade que sua personagem Phil Wenneck, da Trilogia The Hangover, apresenta, o diretor da franquia, Todd Phillips, descreve Cooper como "ridiculamente diferente na vida real. Ele é muito vulnerável — inseguro não é a palavra certa ... E há uma afetuosidade que tu nunca imaginarias". A atriz Heather Graham, com quem co-estrelou no primeiro filme, completou: "Obviamente ele é muito bonito, mas também tem uma grande personalidade. Bradley consegue ser viril ao mesmo tempo que é sensível". Um escritor do International Business Times acrescentou que o artista, apesar de ter quarenta anos, na época, tem um "charme infantil e uma personalidade descontraída". O ator acredita que sua personalidade está relacionada à sua profissão: "Eu gosto das pessoas, isso torna esta profissão muito mais fácil: é uma habilidade". Ele citou Daniel Day-Lewis, a quem considera "o maior ator do mundo", como uma influência para sua carreira.
Em uma publicação que analisa carreiras de famosos, Oliver Lyttelton, da IndieWire, notou que, no início de sua profissão, Cooper foi rotulado apenas como "ou o namorado mesquinho ou [um dos] melhores amigos em comédias tradicionais"; contudo, subsequentemente, tornou-se um dos atores mais talentosos de Hollywood depois de ter estrelado vários filmes que fizeram sucesso. O artista concordou e declarou que, desde que atuou em Silver Linings Playbook, as pessoas comentaram: "Oh, ele é realmente um ator", e não mais achavam que ele apenas fazia um tipo de personagem. Escrevendo para o The Hollywood Reporter, Bill Phelps o credita por "optar pelo desafiador e provocador, o pequeno e interessante, arriscando a imagem descontraída que o levou à fama". Nick Schager, em sua revisão ao The Daily Beast, complementou: "Cooper ... se aventura regularmente fora de sua zona de conforto, assumindo papéis que, aparentemente, podem não parecer necessariamente perfeitos". Sobre sua técnica de atuação, a revista Time publicou: "É difícil fazer com as pessoas, especialmente seus amigos, se esqueçam de que és tu quem está em frente às câmeras. Mas Bradley é tão bom assim [que consegue fazê-lo sem dificuldades]".
A imagem pública de Cooper está fortemente ligada à sua beleza e ao seu apelo sexual; ele é frequentemente é descrito como um símbolo sexual pela imprensa. Muitos meios de comunicação, incluindo a People, elegeram-no como o Homem Mais Sensual do Mundo. A revista Empire classificou-o no 10.º lugar na lista das "100 Estrelas de Cinema Mais Sensuais", realizada em 2013. O ator ocupou a 47.ª colocação na lista Hot 100 do portal LGBT AfterElton.com em 2010. Repetiu a sua aparição nos anos seguintes, sendo votado como o 38.º da publicação de 2011, o 70.º do ano subsequente, e o 89.º em 2013. Em 2011, a People nomeou-o como o Homem Mais Sensual Vivo. Inicialmente, ele sentiu-se desconfortável com tal reconhecimento, mas depois considerou-o divertido e comentou: "Eu acho muito legal que um cara que não se parece com um modelo possa ter esse [título]. Acho que sou um cara decente. Às vezes, pareço deslumbrante, outras vezes, feio. Quando soube da condecoração, a primeira coisa que pensei foi: 'Minha mãe vai ficar tão feliz'". E ele esteve nas edições de mesmo conteúdo no ano de 2009, em 2012, no ano seguinte e 2014. Em outras publicações da mesma revista, foi nomeado um dos Solteiros mais Excitante de 2005 e 2009. No catálogo de mesmo título elaborado por Kristen Aldridge, à revista Shape, o ator posicionou-se em quinto lugar. Ainda em edições da People, foi incluso entre as Cem Pessoas mais Bonitas do Mundo em 2010 e ainda foi classificado como uma das 25 Pessoas mais Intrigantes de 2011. Também em 2011, ele foi eleito o Homem do Ano pela GQ; no Top 49 Men do portal AskMen.com, que lista os homens mais influentes, ficou na 31.ª classificação. Ainda naquele ano, no dia 18 de julho, ganhou uma estátua de cera no museu Madame Tussauds.

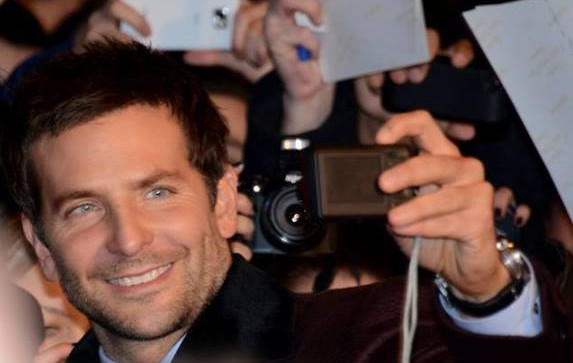
O artista tirando fotos com fãs em fevereiro de 2014.

Ele foi um dos atores mais bem pagos do mundo entre 2013 e 2015, ganhando 28, 46 e 41,5 milhões de dólares, respectivamente. A Forbes classificou-o em primeiro lugar na sua lista Celebrity 100: Ones To Watch em 2013. Nos anos de 2014 e 2015, ele apareceu na Celebrity 100 da mesma revista, uma lista baseada na renda e popularidade das celebridades. Durante o Oscar 2014, cuja anfitriã foi a apresentadora Ellen DeGeneres, Cooper foi responsável por tirar a selfie mais retuitada da história do Twitter até 2017. A imagem foi vista por mais de 37 milhões de pessoas, tendo, até o supracitado ano, mais de 3,4 milhões de retuítes e dois milhões de pessoas que a favoritaram. De acordo com Maurice Levy, presidente da empresa Publicis, a fotografia tem valor de mercado aproximado entre 800 milhões e um bilhão de dólares. A Time nomeou-o uma das 100 pessoas mais influentes do mundo em 2015. Em 2017, apareceu também na lista da revista Glamour na 57.ª colocação dos 100 Homens mais Sensuais do Mundo. Em um estudo científico, em que usou-se a proporção áurea, confirmou-se que Cooper tem o segundo rosto masculino mais perfeito do mundo, com 91,80 por cento de precisão, ficando atrás apenas de George Clooney.

## Filmografia
Cooper tem variados créditos na televisão e no cinema. Seu primeiro trabalho como ator foi na série Sex and the City em 1999, na qual interpretou Jake no episódio "They Shoot Single People, Don't They?". Logo depois, ele apareceu em cinco episódios de The Street (2000-01), no papel de Clay Hammond. Em 2001, estreou no filme Wet Hot American Summer, seguido de um papel não creditado em Changing Lanes (2002). Seu primeiro papel importante em Hollywood foi no filme Wedding Crashers (2005), que recebeu avaliações positivas. Em 2009, o ator ganhou reconhecimento e elogios dos críticos cinematográficos por sua atuação em The Hangover, que foi um sucesso de crítica e bilheteira. Depois estrelar vários outras películas, interpretou Patrick "Pat" Solitano, Jr. em Silver Linings Playbook (2012), pelo qual recebeu sua primeira nomeação ao Oscar. Seus outros papéis de sucessos foram nos filmes American Hustle (2013), Guardians of the Galaxy (2014), American Sniper (2014), Guardians of the Galaxy Vol. 2 (2017) e Avengers: Infinity War (2018). Na televisão, teve papéis em Alias (2001–2006), Jack and Bobby (2004–2005), Law & Order: Special Victims Unit (2005, no episódio: "Night"), Law & Order: Trial by Jury (2005, no episódio: "Day"), Nip/Tuck (2007–2009) e em Wet Hot American Summer: First Day of Camp (2015). Até julho de 2018, ele era a décima quinta pessoa de maior bilheteria de todos os tempos na América do Norte, com seus filmes fazendo mais de 3,6 bilhões de dólares.

### Cinema
| Ano  | Título Original                | Papel                       | Notas                                            | Ref.    |
| ---- | ------------------------------ | --------------------------- | ------------------------------------------------ | ------- |
| 2001 | Wet Hot American Summer        | Ben                         |                                                  | [ 226 ] |
| 2002 | Changing Lanes                 | Gordon Pinella              | Cenas deletadas                                  | [ 227 ] |
| 2002 | My Little Eye                  | Travis Patterson            |                                                  | [ 228 ] |
| 2002 | Bending All the Rules          | Jeff                        |                                                  | [ 229 ] |
| 2005 | Wedding Crashers               | Zachary "Sack" Lodge        |                                                  | [ 230 ] |
| 2006 | Failure to Launch              | Demo                        |                                                  | [ 231 ] |
| 2007 | The Comebacks                  | Cowboy                      |                                                  | [ 232 ] |
| 2008 | Older than America             | Luke                        |                                                  | [ 233 ] |
| 2008 | The Rocker                     | Trash                       |                                                  | [ 234 ] |
| 2008 | The Midnight Meat Train        | Leon Kaufman                |                                                  | [ 235 ] |
| 2008 | Yes Man                        | Peter                       |                                                  | [ 236 ] |
| 2009 | He's Just Not That Into You    | Ben                         |                                                  | [ 237 ] |
| 2009 | The Hangover                   | Phil                        |                                                  | [ 8 ]   |
| 2009 | Case 39                        | Douglas Ames                |                                                  | [ 238 ] |
| 2009 | All About Steve                | Steve                       |                                                  | [ 239 ] |
| 2009 | New York, I Love You           | Gus                         | Aparece no segmento dirigido por Allen Hughes    | [ 240 ] |
| 2010 | Valentine's Day                | Holden                      |                                                  | [ 241 ] |
| 2010 | Brother's Justice              | Ele mesmo/ Dwight Sage      |                                                  | [ 242 ] |
| 2010 | The A-Team                     | Tenente Peck                |                                                  | [ 243 ] |
| 2011 | Limitless                      | Eddie Morra                 | Também atuou como produtor executivo             | [ 244 ] |
| 2011 | The Hangover Part II           | Phil                        |                                                  | [ 245 ] |
| 2011 | Kaylien                        | Father Human                | Curta-metragem                                   | [ 246 ] |
| 2012 | The Words                      | Rory Jansen                 | Também atuou como produtor executivo             | [ 247 ] |
| 2012 | Hit and Run                    | Alex Dimitri                |                                                  | [ 248 ] |
| 2012 | The Place Beyond the Pines     | Avery Cross                 |                                                  | [ 249 ] |
| 2012 | Silver Linings Playbook        | Patrick "Pat" Solitano, Jr. | Também atuou como produtor executivo             | [ 250 ] |
| 2013 | The Hangover Part III          | Phil                        |                                                  | [ 251 ] |
| 2013 | American Hustle                | Richie DiMaso               | Também atuou como produtor executivo             | [ 252 ] |
| 2014 | Guardians of the Galaxy        | Rocket                      | Voz                                              | [ 253 ] |
| 2014 | Serena                         | George Pemberton            |                                                  | [ 254 ] |
| 2014 | American Sniper                | Chris Kyle                  | Também atuou como produtor                       | [ 255 ] |
| 2015 | Aloha                          | Brian Gilcrest              |                                                  | [ 256 ] |
| 2015 | Burnt                          | Adam Jones                  |                                                  | [ 257 ] |
| 2015 | Joy                            | Neil Walker                 |                                                  | [ 258 ] |
| 2016 | 10 Cloverfield Lane            | Ben                         | Voz                                              | [ 259 ] |
| 2016 | War Dogs                       | Henry Girard                | Também atuou como produtor                       | [ 260 ] |
| 2017 | Guardians of the Galaxy Vol. 2 | Rocket                      | Voz e captura de movimento                       | [ 261 ] |
| 2018 | Avengers: Infinity War         | Rocket                      | Voz                                              | [ 262 ] |
| 2018 | A Star Is Born                 | Jackson Maine               | Também atuou como diretor, roteirista e produtor | [ 263 ] |
| 2018 | The Mule                       | Colin Bates                 |                                                  | [ 264 ] |
| 2019 | Avengers: Endgame              | Rocket                      | Voz                                              | [ 158 ] |
| 2019 | Joker                          | —                           | Produtor                                         | [ 265 ] |
| 2021 | Licorice Pizza                 | Jon Peters                  |                                                  | [ 266 ] |
| 2021 | Nightmare Alley                | Stanton "Stan" Carlisle     | Também atuou como produtor                       | [ 267 ] |
| 2022 | Thor: Love and Thunder         | Rocket                      | Voz                                              | [ 268 ] |
| 2023 | Guardians of the Galaxy Vol. 3 | Rocket                      | Voz                                              | [ 269 ] |
| 2023 | Maestro                        | Leonard Bernstein           | também como diretor, escritor e produtor         | [ 270 ] |

### Televisão
| Ano     | Título Original                                     | Papel             | Notas                                                  | Ref.    |
| ------- | --------------------------------------------------- | ----------------- | ------------------------------------------------------ | ------- |
| 1999    | Sex and the City                                    | Jake              | Episódio: "They Shoot Single People, Don't They?"      | [ 271 ] |
| 2000    | Wall to Wall Records                                | Desconhecido      | Telefilme                                              | [ 272 ] |
| 2000–01 | The Street                                          | Clay Hammond      | 5 episódios                                            | [ 273 ] |
| 2000–01 | Globe Trekker                                       | Ele mesmo         | 9 episódios                                            | [ 274 ] |
| 2001–06 | Alias                                               | Will Tippin       | 46 episódios                                           | [ 275 ] |
| 2003    | The Last Cowboy                                     | Morgan Murphy     | Telefilme                                              | [ 276 ] |
| 2003    | Miss Match                                          | Gary              | Episódio: "I Got You Babe"                             | [ 277 ] |
| 2004    | I Want to Marry Ryan Banks                          | Todd Doherty      | Telefilme                                              | [ 278 ] |
| 2004    | Touching Evil                                       | Mark Rivers       | 6 episódios                                            | [ 279 ] |
| 2004–05 | Jack & Bobby                                        | Tom Wexler Graham | 14 episódios                                           | [ 280 ] |
| 2005    | Law & Order: Special Victims Unit                   | Jason Whitaker    | Episódio: "Night"                                      | [ 281 ] |
| 2005    | Law & Order: Trial by Jury                          | Jason Whitaker    | Episódio: "Day"                                        | [ 282 ] |
| 2005–06 | Kitchen Confidential                                | Jack Bourdain     | 13 episódios                                           | [ 283 ] |
| 2007–09 | Nip/Tuck                                            | Aidan Stone       | 6 episódios                                            | [ 284 ] |
| 2009    | Saturday Night Live                                 | Anfitrião         | Episódio: "Bradley Cooper/TV on the Radio"             | [ 285 ] |
| 2013    | Saturday Night Live                                 | Ele mesmo         | Episódio: "Zach Galifianakis / Of Monsters and Men"    | [ 286 ] |
| 2015    | Saturday Night Live                                 | Craig             | Episódio: Saturday Night Live 40th Anniversary Special | [ 287 ] |
| 2015    | Wet Hot American Summer: First Day of Camp          | Ben               | 7 episódios                                            | [ 288 ] |
| 2015–16 | Limitless                                           | Eddie Morra       | 4 episódios; também atuou como produtor executivo      | [ 289 ] |
| 2016    | BET Presents Love & Happiness: An Obama Celebration | Ele mesmo         | Apresentador especial                                  | [ 290 ] |
| 2022    | The Guardians of the Galaxy Holiday Special         | Rocket            | Voz; especial de TV                                    | [ 291 ] |

## Teatro
| Ano     | Título Original    | Papel        | Local                             | Ref.    |
| ------- | ------------------ | ------------ | --------------------------------- | ------- |
| 2006    | Three Days of Rain | Pip/Theo     | Bernard B. Jacobs Theatre         | [ 292 ] |
| 2008    | The Understudy     | Jake         | Williamstown Theatre Festival     | [ 293 ] |
| 2014–15 | The Elephant Man   | John Merrick | Booth Theatre / Haymarket Theatre | [ 294 ] |

## Prêmios e indicações

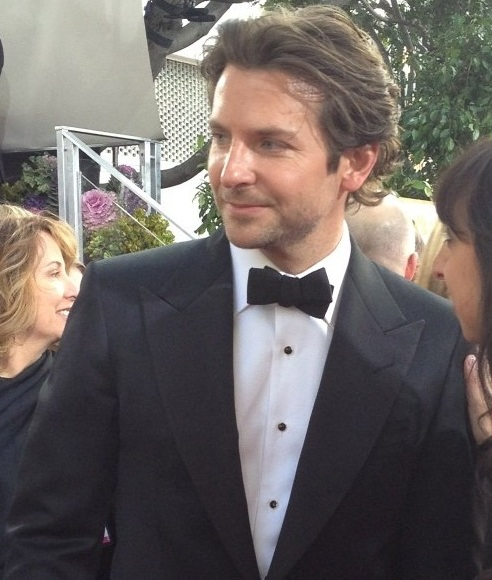
O ator no tapete vermelho dos Prêmios Globo de Ouro de 2013.

Ao longo de sua carreira, Cooper já venceu e foi indicado a diversos prêmios, notavelmente suas nomeações para o Oscar de Melhor Ator, Melhor Ator Coadjuvante e Melhor Filme por três anos consecutivos (2013, 2014 e 2015); BAFTA de Melhor Ator e Melhor Ator Coadjuvante (2013 e 2014); Globo de Ouro para Melhor Ator em Comédia ou Musical, Melhor Ator Coadjuvante em Cinema, Melhor Diretor e Melhor Ator em Filme de Drama (2013, 2014 e 2019); aos Prêmios Dorian de Atuação do Ano (2013); Producers Guild Awards (2015 e 2018); quatro Prêmios Screen Actors Guild de Melhor Ator e Melhor Elenco em Cinema (2013, 2014 e 2019) e uma indicação ao Prêmio Tony (2015). Ele venceu o National Board of Review de Melhor Ator e Melhor Diretor (2012 e 2018), o New York Film Critics Online de Melhor Elenco em Cinema (2013), os Prêmios Satellite de Melhor Ator em Cinema (2012) e o Screen Actors Guild de Melhor Elenco em Cinema (2014).
O ator também já foi nomeado aos Prêmios MTV Movie por sete vezes, das quais venceu quatro; recebeu o mesmo número de indicações aos Prêmios Teen Choice; já nos Prêmios Critics' Choice Movie, obteve quatro vitórias em seis; aos Prêmios People's Choice, quatro nomeações. No Detroit Film Critics Society, Cooper tem três conquistas das suas seis indicações. Em 2015, foi anunciado que o artista vai ganhar uma estrela na Calçada da Fama.